# Dusona debilis
Dusona debilis là một loài tò vò trong họ Ichneumonidae.